# Mikes György (humorista, 1929–1986)
Mikes György (Privigye, 1929. július 29. – Budapest, 1986. június 9.) magyar humorista, újságíró.

## Élete
Kereskedelmi középiskolában érettségizett, két évig járt a Közgazdasági Egyetemre. Kényszerű okok miatt munkát kellett vállalnia, 1950-től könyvelőként tevékenykedett. Később a Magyar Rádió ifjúsági osztályának külső munkatársa lett. Ország Györggyel közösen írt karcolatai 1951-től jelentek meg a Ludas Matyiban. 1959-től ugyanitt olvasószerkesztő, 1976-tól főszerkesztő-helyettes. Írt humoreszkeket, karcolatokat, szatírákat, valamint színészek által előadott jeleneteket. Műveit játszotta a Vidám Színpad, a Kamara Varieté és a Mikroszkóp Színpad.
Az 1969-ben alapított Rádió Kabarészínházának állandó szerzője volt. Humorista társaihoz hasonlóan több írásának előadója is volt. Néhány cím rádiókabarés alkotásaiból: Hopp okos!, Elektronikus agy, Viccfesztivál, Egy kétéves gyermek panaszai Partnere sok esetben barátja, Somogyi Pál volt. Társszerzői voltak többek között a következő jeleneteknek: A két bötyár, A nagy mérkőzés, A két bohóc, Kommentátor kerestetik, Apa és fia az állatkertben, Pingpong. A milliós hallgatótáborral rendelkező Rádiókabaré széles körű ismertséget, népszerűséget biztosított számára.
Fia, Majláth Mikes László a jogászi pályát elhagyva édesapja nyomdokaiba lépett. Mindketten a Karinthy-gyűrű kitüntetettjei.

## Művei

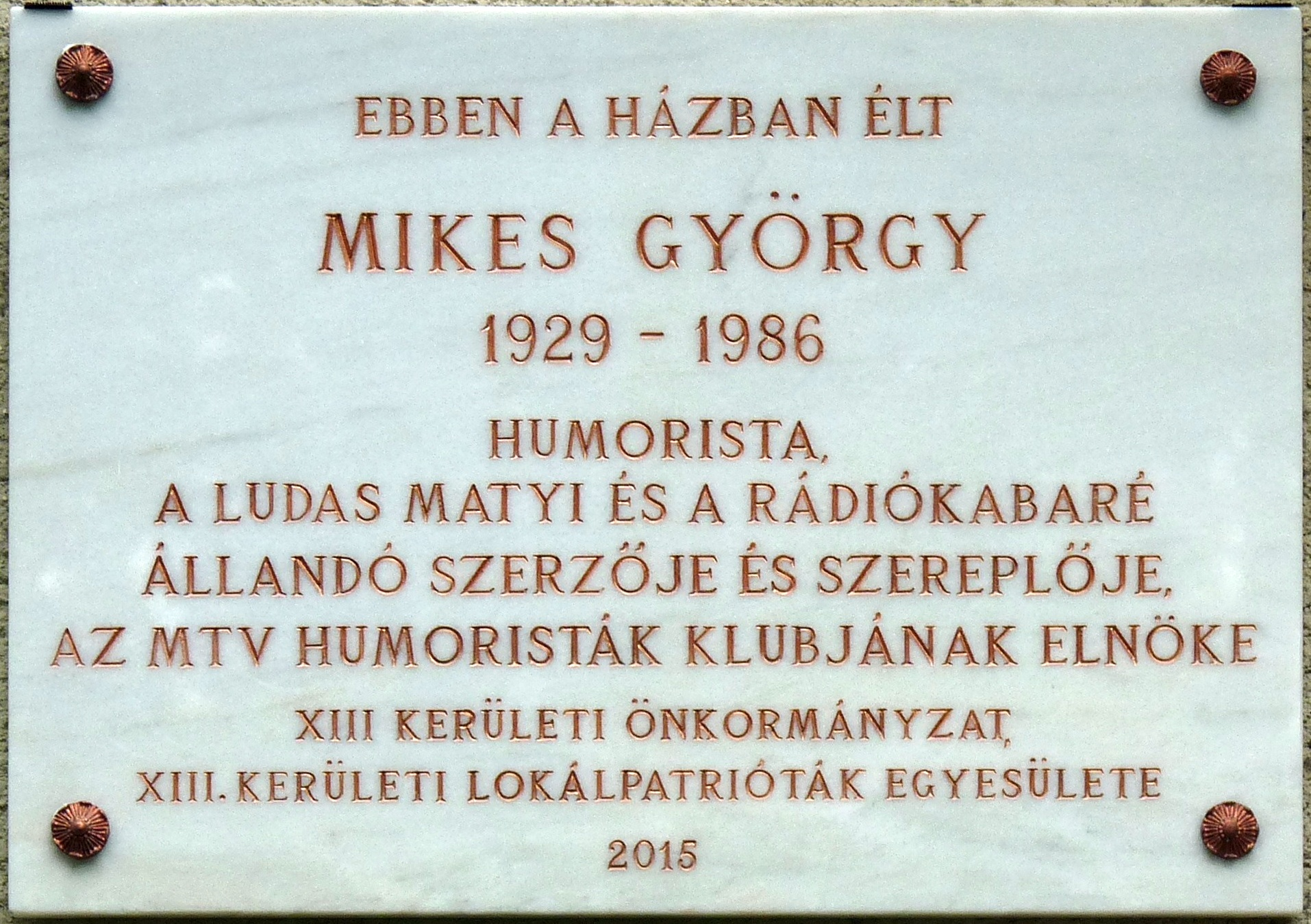
Emléktáblája egykori lakhelyén: Budapest XIII. ker. Tahi u. 52.

- A félmilliós lány. Regény; Budapesti Lapny., Budapest, 1957 (Vasárnapi regények)

Humoreszkek, karcolatok:
- Szálka és gerenda. Humoreszkek-karcolatok; Szépirodalmi, Budapest, 1960
- ...hogy mik vannak!; szöveg Mikes György, rajz Mészáros András; Kossuth, Budapest, 1963
- Falra hányt borsó. Humoreszkek; Szépirodalmi, Budapest, 1963
- Az oroszlánok négy órakor mennek el otthonról (1965) Pusztai Pál rajzaival
- Szép lehetsz... (1970) Mészáros András rajzaival
- Megyek a víz alá; Szépirodalmi, Budapest, 1972

Televízióműsorok:
- Rám jött az ötperc (sorozat 1969-1970)
- Humoristák klubja (sorozat 1971-1972)

Rádióműsorok:
- Pesti dzsungel könyve (Társszerző: Somogyi Pál, 1963)
- Fele sport (1964)
- 30 éves a Lúdas Matyi
- Csak szervezés kérdése (1986)
- Szigorúan bizalmas (1990)
- Amikor vezérigazgató voltam (Magyar Rádió Karinthy Színpada 1990)

## Emlékezés

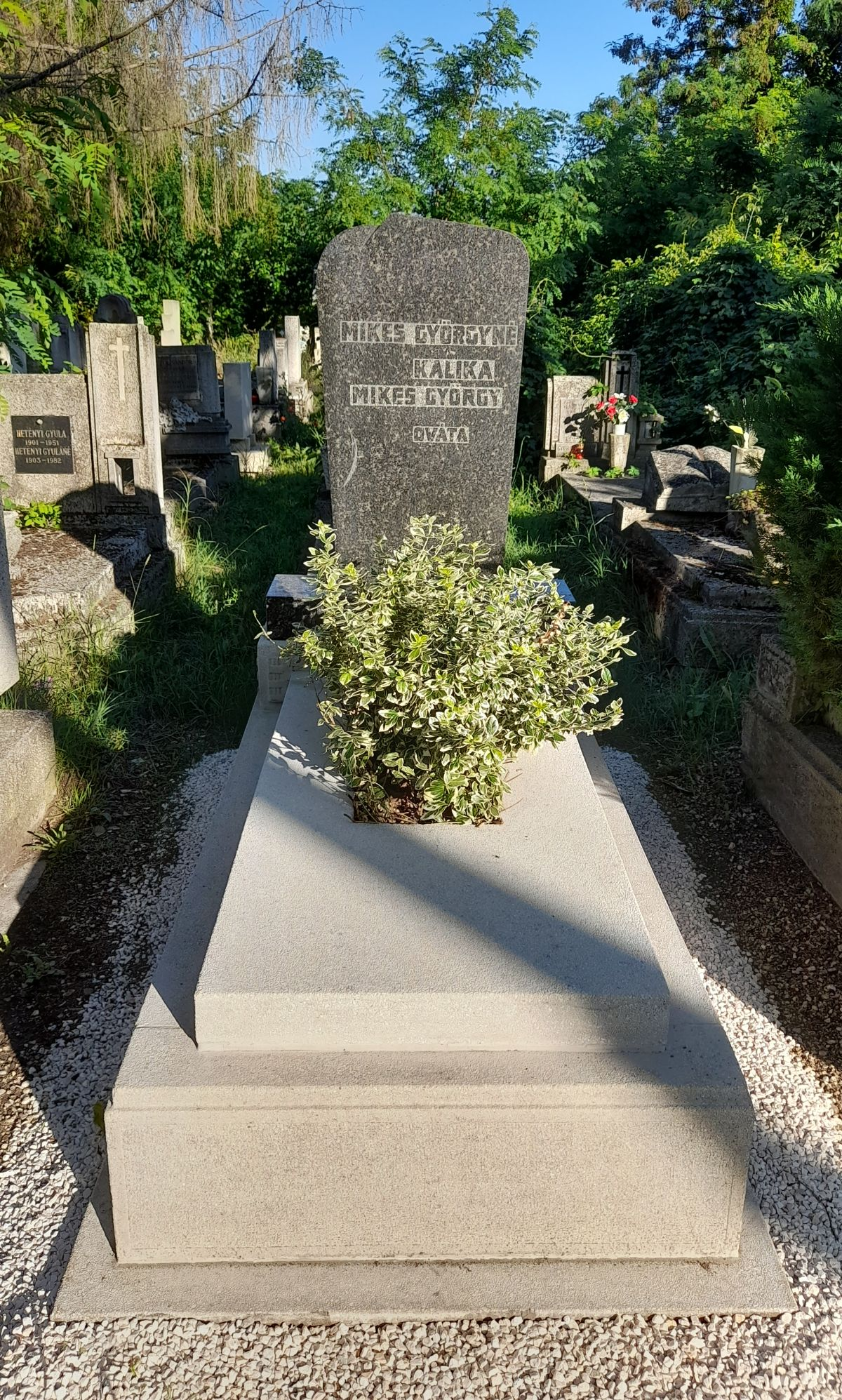
Sírja a Megyeri temetőben (39. parcella)

Majláth Mikes László
| „ | „Apámat és az angol Mikest sokan összekeverték. Apámnak akkoriban minden szombaton volt a tévében egy 'Rámjött az ötperc!' című humoros jegyzete. Az angyalföldi Tahi úton, ahol gyermekként laktam szüleimmel, a házfelügyelőnek rendőr volt a férje, aki állandóan a Szabad Európát hallgatta, s benne a londoni Mikes György vasárnapi leveleit. Ha apám pipájával telefüstölte a liftet, akkor a rendőr elkezdett kiabálni, hogy feljelenti őt, mert szombatonként a magyar tévében ugat, vasárnaponként pedig a Szabad Európában olvassa fel írásait…” | ” |
|   | |   |

Farkasházy Tivadar
| „ | „- Mit keresek én itt?- nézett rám szomorúan. Aztán mégis bement. Egy kétéves gyermek panaszait mondta el, akit hajnalonta buszon zötykölődő anyja visz be a gyári bölcsődébe, akinek napja ugyanúgy telik el, mint az alatta dolgozóknak. Ma sem tudom igazán, miről beszélt. A gyerekről? Az anyáról? A gyárról? Utunk szükségtelenségéről? Jövőnk igazságtalanságáról? Harmadik mondatánál a színfalak mögött röhigcsélő kollégák elhallgattak, az ötödiknél egyesek szemébe könny szökött. Minden benne volt az életből ebben a másfél flekkes írásban. Egy számunkra elérhetetlen óriás állt a színpadon, a maga alig 160 centiméterével. A sorokat hiába idézném, Mikes dohánytól, pálinkától, haláltól fénylő hangját úgysem tudnám visszaadni.” | ” |
|   | |   |

## Díjai, elismerései
- Rózsa Ferenc-díj (1971)
- Karinthy-gyűrű (1978)